# Folkets Vilje
Folkets Vilje eller Kongemagter en dansk stum melodramafilm fra 1911 produceret af Nordisk Films Kompagni og instrueret af Eduard Schnedler-Sørensen efter manuskript af Nicolai Brechling.
Filmen havde dansk premiere den 16. oktober 1911 i Panoptikon. Filmen blev i tysktalende lande distribueret under titlerne Enterbte des Gluck og Könichsmacht, i engelsktalende lande som The King's Power og i fransktalende lande som Puissance de Roi.

## Handling
Den unge uskyldige pige Agnes bor i skovbrynet med sine bedstemor. En dag rider Prins Leopold af Kronborg forbi efter at have været med et jagtselskab. Agnes giver hans hest vand og i taknemmelighed giver den unge prins Agnes en dyr ring, og hun giver ham en lok af sit hår. Prinsen kan ikke glemme mødet md den unge pige, og senere arrangeres, at han kan mødes med hende i skoven, hvor der udvikler sig en romance mellem prinsen og Agnes, der begge bliver dybt forelskede i hinanden. Men det bliver bestemt, at prinsen skal giftes med den rige prinsesse af Illyrien. Da beskeden når to to unge elskede bliver de ulykkelige, men prinsen må opfylde sin pligt, og Agnes må se sit livs eventyr flagre bort mellem fingrene på hende.

## Medvirkende
- Carlo Wieth som Prins Leopold af Kronborg
- Einar Zangenberg som Fyrst Wolmer von Krakau
- Ingeborg Larsen som Agnes'
- Carl Alstrup
- Frederik Jacobsen
- Zanny Petersen
- Axel Strøm
- Axel Schultz
- Svend Bille
- Axel Boesen
- Otto Lagoni
- Ella la Cour
- Mathilde Felumb Friis